# Dębiczek
 (décembre 2020).
Si vous disposez d'ouvrages ou d'articles de référence ou si vous connaissez des sites web de qualité traitant du thème abordé ici, merci de compléter l'article en donnant les références utiles à sa vérifiabilité et en les liant à la section « Notes et références ».
Dębiczek (prononciation : [dɛmˈbit͡ʂɛk]) est un village polonais de la gmina de Środa Wielkopolska dans le powiat de Środa Wielkopolska de la voïvodie de Grande-Pologne dans le centre-ouest de la Pologne.
Il se situe à environ 6 kilomètres au nord-est de Środa Wielkopolska (siège de la gmina et du powiat) et à 32 kilomètres au sud-est de Poznań (capitale régionale).

## Histoire
De 1975 à 1998, le village faisait partie du territoire de la voïvodie de Poznań.

Depuis 1999, Dębiczek est situé dans la voïvodie de Grande-Pologne.
Le village possède une population de 110 habitants en 2006.